# Знакова постать (премія)
Знакова постать — одна із категорій всеукраїнської премії «Жінка III тисячоліття», що вручається щорічно з 2006 року (перерва в 2013-2014 рр.) міжнародною громадською організацією «Жінка III тисячоліття» видатним особистостям України або світу, діяльність яких пов'язана з Україною.
Станом на 2017 рік, відзнакою «Знакова постать» було нагороджено 41 видатну жінку. Найбільше (8) — в 2006 році. Найменше (2) — в 2016, 2017 та 2018 роках.

## Список переможниць
| Рік                      | Прізвище та ім'я | Роки життя | Посада на час нагородження | У скільки років нагороджена |
| ------------------------ | ---------------- | --- | -------------------------- | --------------------------- |
| 2006                     |                  | |                            |                             |
| Альбіна Дерюгіна         | 1932 р.н.        | президент Федерації гімнастики України, Герой України | 74                         |                             |
| Надія Деєва              | 1951 р.н.        | голова Дніпропетровської обласної державної адміністрації | 55                         |                             |
| Людмила Жоголь.          | 1930 — 2015      | народний художник України | 76                         |                             |
| Алла Лагода              | 1937 р.н.        | народна артистка України, репетитор балетної трупи Національної опери України | 69                         |                             |
| Влада Литовченко.        | 1970 р.н.        | президент агенції моделей Karin MMG | 36                         |                             |
| Ніна Матвієнко           | 1947 р.н.        | народна артистка України, Герой України | 59                         |                             |
| Ада Роговцева            | 1937 р.н.        | народна артистка СРСР, народна артистка України | 69                         |                             |
| Ганна Сумська-Опанасенко | 1934 р.н.        | заслужена артистка України | 72                         |                             |
| 2007                     |                  | |                            |                             |
| Кіра Муратова            | 1934 р.н.        | режисер, народна артистка України, академік Академії мистецтв України | 73                         |                             |
| Наомі Бен-Амі            | 1960 р.н.        | голова ізраїльського Бюро по зв'язкам з діаспорою «Натів», Надзвичайний і Повноважний посол Ізраїлю в Україні і Молдові (2003—2006 рр.) | 47                         |                             |
| Сандра Елизавет Руловс   | 1968 р.н.        | Дружина Президента Грузії Міхеїла Саакашвілі, Голова благодійного фонду «SOCO», засновниця першої радіостанції класичної музики «Муза» в Грузії | 38                         |                             |
| Хайде Стефанишин Пайпер  | 1963 р.н.        | перша жінка-астронавт українського походження | 44                         |                             |
| 2008                     |                  | |                            |                             |
| Катерина Амосова         | 1956 р.н.        | член-кореспондент НАМН України, доктор медичних наук, завідувачка кафедри госпітальної терапії № 1 Національного медичного університету ім. О. О. Богомольця | 52                         |                             |
| Оксана Білозір           | 1957 р.н.        | співачка, Народний депутат України Верховної Ради 6-го скликання, магістр зовнішньої політики та дипломатії | 51                         |                             |
| Тетяна Корнякова         | 1958 р.н.        | заступник Генерального прокурора України, державний радник юстиції 2 класу, кандидат юридичних наук | 50                         |                             |
| Тетяна Корост            | 1954 р.н.        | голова товариства з обмеженою відповідальністю «Агрофірма Маяк», Герой України | 54                         |                             |
| Віра Ульянченко          | 1958 р.н.        | голова Київської обласної державної адміністрації | 50                         |                             |
| 2009                     |                  | |                            |                             |
| Раїса Богатирьова        | 1953 р.н.        | Секретар Ради Національної безпеки і оборони України | 56                         |                             |
| Валентина Ізовіт         | 1946 р.н.        | Президент — Голова правління Української асоціації підприємств легкої промисловості | 63                         |                             |
| Валентина Матвієнко      | 1949 р.н.        | Губернатор м.Санкт-Петербург | 60                         |                             |
| Тетяна Цимбал            | 1946 р.н.        | Народна артистка України, авторка і ведуча проекту «Лінія Долі», Перший Національний канал України | 63                         |                             |
| 2010                     |                  | |                            |                             |
| Ніна Уманець             | 1956 р.н.        | президент Асоціації Олімпійців України, Президент Асоціації олімпійців Національного олімпійського комітету України, п'ятиразова чемпіонка світу | 54                         |                             |
| Лариса Кадочникова       | 1937 р.н.        | народна артистка України, народна артистка Росії, лауреат Національної премії України імені Тараса Шевченка | 73                         |                             |
| Лідія Литвиненко         | 1940 р.н.        | директор спеціального загальноосвітнього дитячого будинку «Малятко», Народний вчитель України | 70                         |                             |
| 2011                     |                  | |                            |                             |
| Олександра Кужель        | 1953 р.н.        | автор єдиного податку, Голова Державного комітету підприємництва в 1998—2003 і 2009—2010 роках, заслужений економіст України | 58                         |                             |
| Тетяна Молчанова         | 1949 р.н.        | генеральний директор Корпорації «Луганськм'ясопром», директор ПАО «Луганський м'ясокомбінат», Герой України | 62                         |                             |
| Валентина Зимня          | 1928 р.н.        | народна артистка України, професор Київського театрального інституту імені Івана Карпенка-Карого | 83                         |                             |
| Клара Новікова           | 1946 р.н.        | народна артистка Російської Федерації | 64                         |                             |
| 2012                     |                  | |                            |                             |
| Ганна Герман.            | 1959 р.н.        | радник Президента України, керівник Головного управління з гуманітарних і суспільно-політичних питань Адміністрації Президента України | 53                         |                             |
| Елла Лібанова            | 1950 р.н.        | директор Інституту демографії та соціальних досліджень імені М. В. Птухи Національної академії наук України | 62                         |                             |
| Єлизавета Шунько         | 1958 р.н.        | Завідувачка кафедри неонатології Національної медичної академії післядипломної освіти імені П. Л. Шупика, головний позаштатний спеціаліст з неонатології Міністерства охорони здоров'я України, заслужений діяч науки і техніки України, доктор медичних наук, професор | 54                         |                             |
| 2015                     |                  | |                            |                             |
| Руслана Лижичко          | 1973 р.н.        | Народна артистка України | 42                         |                             |
| Лариса Непочатова        | 1961 р.н.        | Голова Наглядової Ради ПАТ «БУСІН» | 54                         |                             |
| Тетяна Татарчук          | 1959 р.н.        | заслужений лікар України, доктор медичних наук, професор | 56                         |                             |
| 2016                     |                  | |                            |                             |
| Марина Порошенко         | 1962 р.н.        | дружина п'ятого Президента України Петра Порошенка | 54                         |                             |
| Вікторія Лук'янець       | 1966 р.н.        | народна артистка України | 50                         |                             |
| 2017                     |                  | |                            |                             |
| Ірина Луценко            | 1966 р.н.        | Народний депутат України | 51                         |                             |
| Вікторія Лук'янець       | 1958 р.н.        | Директор Національного інституту раку | 59                         |                             |
| Галина Лосєва            |                  | співвласниця заміського сімейного клубу «Трипільське сонце», волонтерка, благодійниця |                            |                             |
| 2018                     |                  | |                            |                             |
| Зінаїда Дубоссарська     | 1945 р.н.        | професорка, доктор медичних наук, заслужений діяч науки і техніки України | 72                         |                             |
| Марина Ставнійчук        | 1965 р.н.        | заслужений юрист України, віце-президент Світового конгресу українських юристів | 53                         |                             |